# Hermann Henselmann
Hermann Henselmann (Roßla, 1905. február 3. – Berlin, 1995. január 19.) német építész és politikus. Az 1950-es és 1960-as években az NDK sok jelentős épületét ő tervezte. Az ő keze munkáját dicséri például a berlini tévétorony is. A kommunista országban politizált is.
Félig zsidó volt.

## Művei
- Hermann Henselmann: Reisen in Bekanntes und Unbekanntes. Berlin 1969.
- Irene Henselmann, Hermann Henselmann: Das große Buch vom Bauen. Kinderbuchverlag, Berlin 1976.
- Hermann Henselmann: Drei Reisen nach Berlin, der Lebenslauf und Lebenswandel eines deutschen Architekten im letzten Jahrhundert des zweiten Jahrtausends Henschelverlag, Berlin 1981.
- Hermann Henselmann: Vom Himmel an das Reißbrett ziehen. Ausgewählte Aufsätze 1936 bis 1981. Baukünstler im Sozialismus. Berlin 1982, ISBN 3-922993-01-X.